# Létající opice (psychologie)

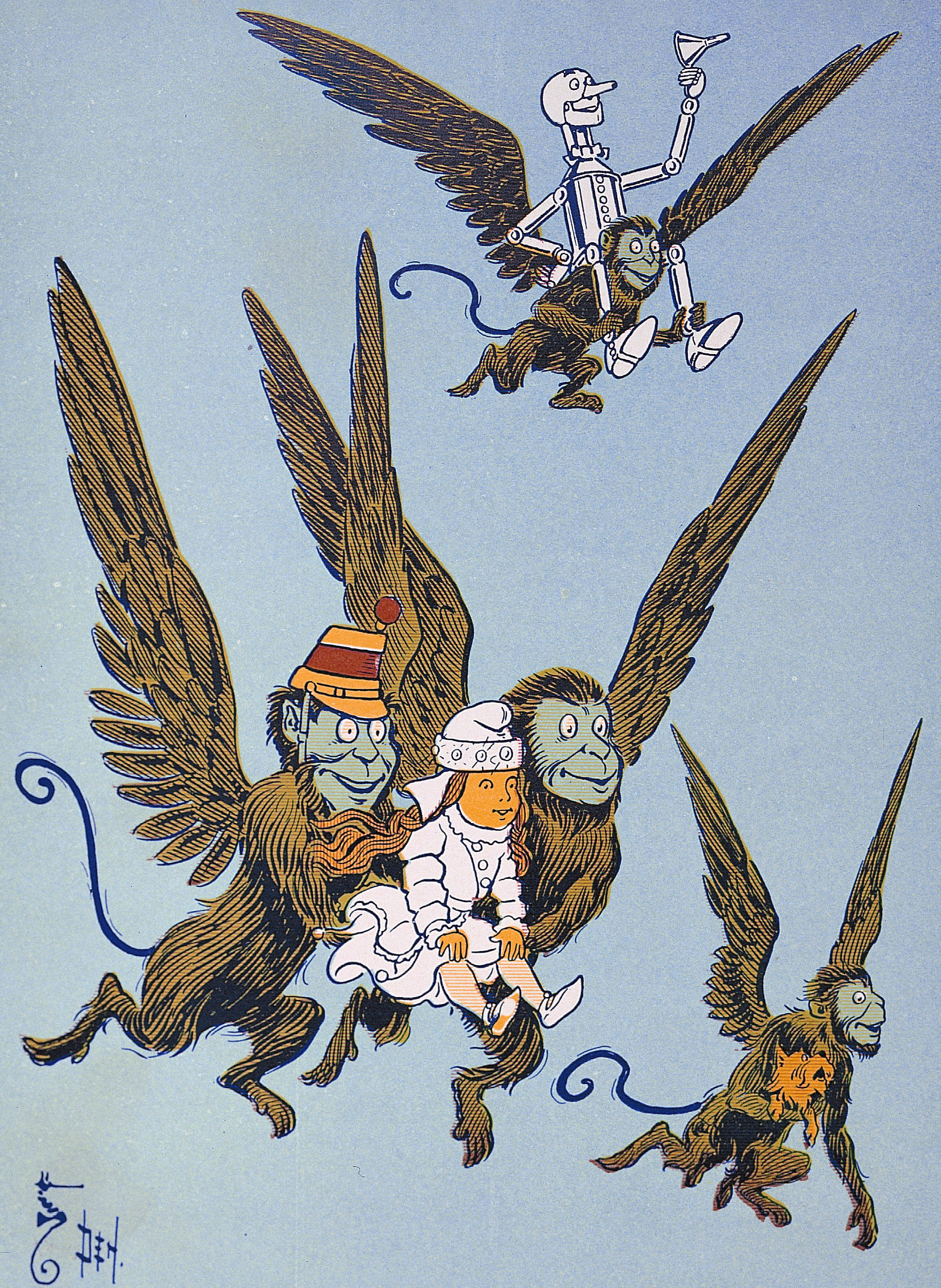
Ilustrované zobrazení létajících opic W. W. Denslowa v pohádkovém románu Čaroděj ze země Oz z roku 1900

Létající opice je psychologický termín používaný v kontextu narcistické poruchy osobnosti, toxických nebo manipulativních osob. Označuje osoby, s kterými narcista manipuluje k podpoře svých zájmů a k napadání své oběti. Tito lidé často nevědí, že jsou využíváni, a slepě vykonávají přání a požadavky narcisty. Zasahují do konfliktů mezi narcistou a jeho obětí, přičemž mohou šířit pomluvy nebo nátlak. Tento jev odkazuje na postavy létajících opic z filmu, který vznikl z díla Čaroděj ze země Oz, kde zlá čarodějnice začaruje létající opičky, aby pro ni dělaly špinavou práci.

## Důvody vzniku létajících opic
Létající opice charakterizuje chování, kdy místo podpory oběti manipulátora přebírají jeho verzi reality a aktivně ji obhajují. Při snaze svěřit se létající opici nebo jí vysvětlit své pochyby oběť často narazí na zlehčování svých pocitů, obviňování a odmítnutí. Takové osoby mohou šířit pomluvy, označovat oběť za paranoidní nebo neoprávněně považovanou za odpovědnou za vlastní problémy, a v krajním případě aplikovat techniku gaslightingu. Tento skrytý vliv způsobuje, že oběť zůstává bez podpory a cítí se izolovaně.
Otázkou je, proč vůbec létající opice vznikají. Lidé se podřizují narcistům z několika důvodů. Buď manipulátorovi skutečně věří, nebo se bojí vystoupit proti němu, aby předešli konfliktům a neohrozili sami sebe. Často se uchylují k bagatelizování manipulátorova chování a ujišťují se, že vše je v pořádku. U některých létajících opic může jejich povaha rezonovat s manipulátorovou, což je motivuje připojit se na jeho stranu, i když tím škodí oběti.

## Obrana proti létajícím opicím
Objevuje se snaha ukončit kontakt s manipulativní osobou tak, aby si toho nevšimla ani ona, ani její blízké okolí. Následující body popisují způsoby, které se v takových situacích objevují.:
- Nedůvěra: Zvýšená obezřetnost v komunikaci a jednání s lidmi z okolí manipulativní osoby. Důvěra může být nahrazena zdrženlivostí nebo pasivním postojem.
- Omezení potenciálně nebezpečných kontaktů: Kontakty s osobami, které jsou v blízkém vztahu k manipulátorovi nebo sdílejí jeho pohled, lze zredukovat na minimum. Pokud ke komunikaci dochází, bývá neutrální a bez osobního obsahu. Lze využít způsoby komunikace označované jako metoda šedé nebo žlutá skály.[5]
- Radikální přerušení vazeb: Lze využít úplné odstřižení vazeb – osobních i virtuálních. Blokace, zrušení kontaktů či stažení ze společného prostoru bývá vnímáno jako způsob, jak vytvořit odstup.[4]
- Konfrontace je zbytečná: Pokusy o přímou výměnu názorů s osobami, které silně sympatizují s manipulátorem, zpravidla nevedou ke změně postoje. Vliv manipulátora na jejich vnímání bývá natolik výrazný, že alternativní pohled není přijatelný.[4]
- Vyhledání nezávislé podpory: Může se jednat o přátele, kteří nejsou do situace zapojeni, nebo o odborníky. Takové prostředí někdy poskytuje prostor k novému pohledu na situaci.[4]